# Ivan Ergić
Ivan Ergić - em sérvio, Иван Ергић (Šibenik, 21 de janeiro de 1981) - é um ex-futebolista sérvio nascido na atual Croácia que atuou como volante.

## Carreira
Ergić representou a Seleção Servo-Montenegrina de Futebol na Copa do Mundo de 2006.[carece de fontes?] Sua convocação, inclusive, foi surpreendente. Sua estreia dera-se precisamente no último amistoso da Sérvia e Montenegro antes do Mundial e o treinador Ilija Petković sustentava que o time-base respeitaria quem disputara as eliminatórias, justificativa que usava para não chamar o meia Dejan Petković.